# Jarandersonia
Jarandersonia är ett släkte av malvaväxter. Jarandersonia ingår i familjen malvaväxter.
Kladogram enligt Catalogue of Life:
| Jarandersonia | \| \| Jarandersonia clemensiae \| \| \| \| \| \| Jarandersonia paludosa \| \| \| \| \| \| Jarandersonia parvifolia \| \| \| \| \| \| Jarandersonia pentaceoides \| \| \| \| \| \| Jarandersonia purseglovei \| \| \| \| \| \| Jarandersonia rinoreoides \| \| \| \| \| \| Jarandersonia spinulosa \| \| \| \| |
|               | \| \| Jarandersonia clemensiae \| \| \| \| \| \| Jarandersonia paludosa \| \| \| \| \| \| Jarandersonia parvifolia \| \| \| \| \| \| Jarandersonia pentaceoides \| \| \| \| \| \| Jarandersonia purseglovei \| \| \| \| \| \| Jarandersonia rinoreoides \| \| \| \| \| \| Jarandersonia spinulosa \| \| \| \| |
|               | Jarandersonia clemensiae |
|               | |
|               | Jarandersonia paludosa |
|               | |
|               | Jarandersonia parvifolia |
|               | |
|               | Jarandersonia pentaceoides |
|               | |
|               | Jarandersonia purseglovei |
|               | |
|               | Jarandersonia rinoreoides |
|               | |
|               | Jarandersonia spinulosa |
|               | |